# Acteocina crithodes
Acteocina crithodes is een slakkensoort uit de familie van de Tornatinidae. De wetenschappelijke naam van de soort is voor het eerst geldig gepubliceerd in 1907 door Melville & Standen.